# Guldeboa
 (septembre 2013).
Guldeboa est un groupe de rock français formé à Rouen en 1988.

## Membres
- guL - chant, guitare, piano, ukulélé, charengo

- James Treasure - contrebasse, basse
- André Pasquet - batterie
- Olivier Hue - guitare
- Pierre Lemonier - technique
- Adrien Pinet - technique

## Discographie
- 1999 - Guldeboa (La Royale Zone, CD 6 titres)
- 1999 - 2* (La Royale Zone, CD 5 titres)
- 1999 - Prenez place dans mon bain (La Royale Zone, CD)
- 2003 - Chic et pourrave (La Royale Zone, CD)
- 2008 - Tut (La Royale Zone, CD)
- 2012 - LE chant des peaux si bleues (La Royale Zone/Acces Digital, CD)
- 2015 - Luxe, Calme & Volupté (La Royale Zone, CD)

## Clip
- 2009 - Le mari de Carla B réalisé par * François Bontemps (La Royale Zone, Rodgy Entertainment)
- 2011- BAM BAM
- 2015 - IMMOBILE & HORIZONTAL réalisé par Cathy Azélie et Guillaume Painchault